# Thüringer Freilichtmuseum Hohenfelden

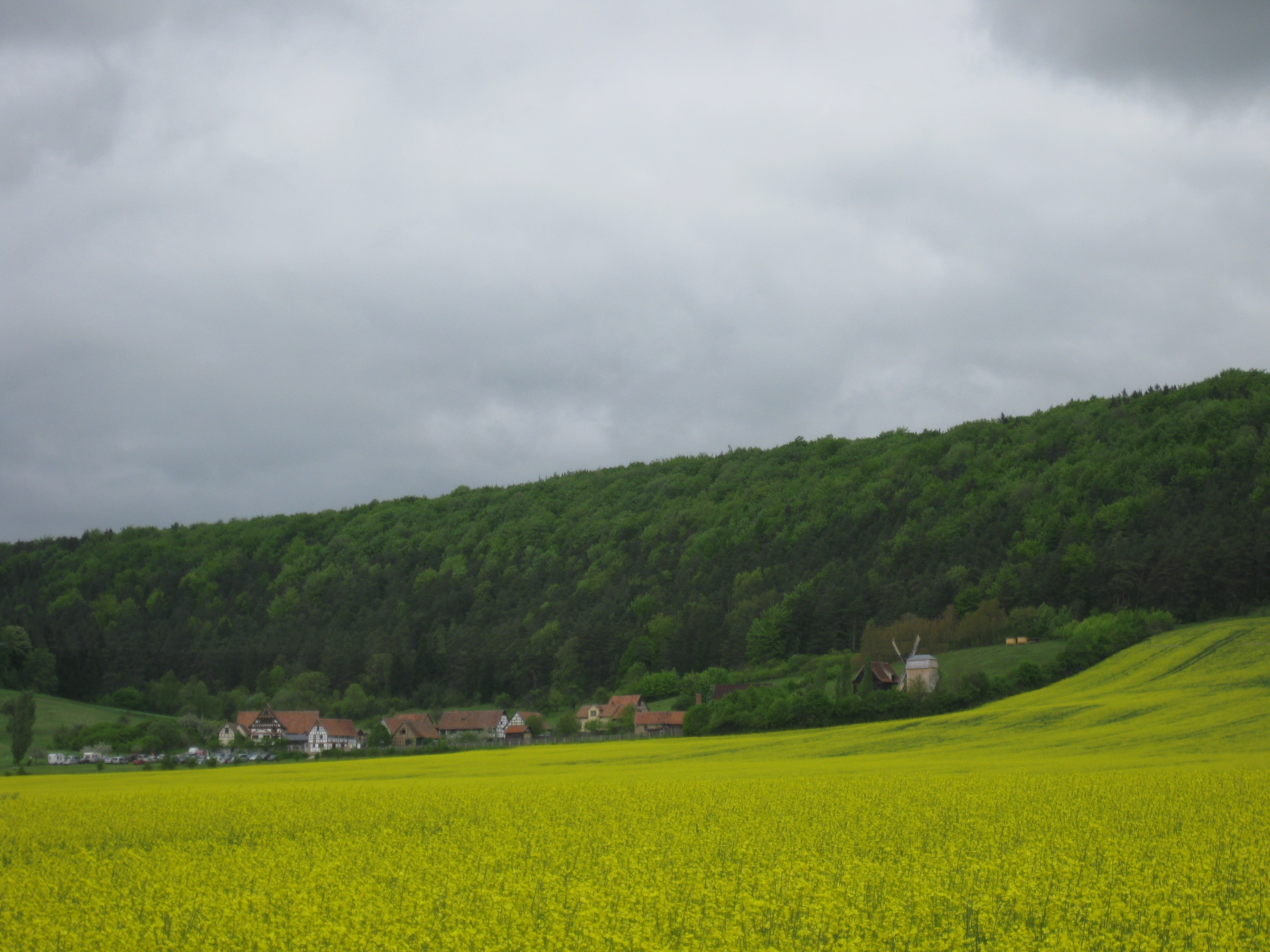
Das Freilichtmuseum Hohenfelden von Süden gesehen

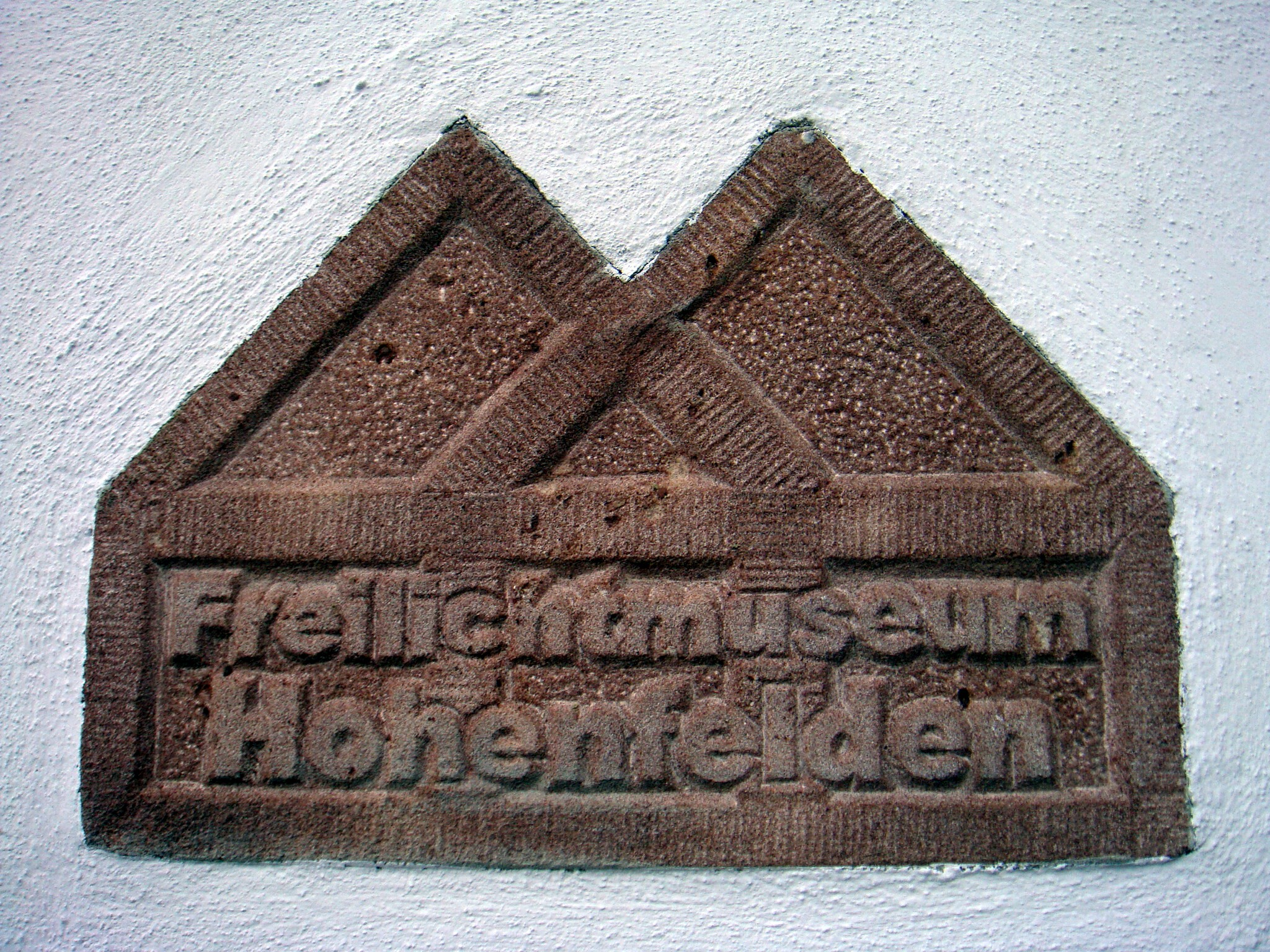
Eingangsstein des Museums

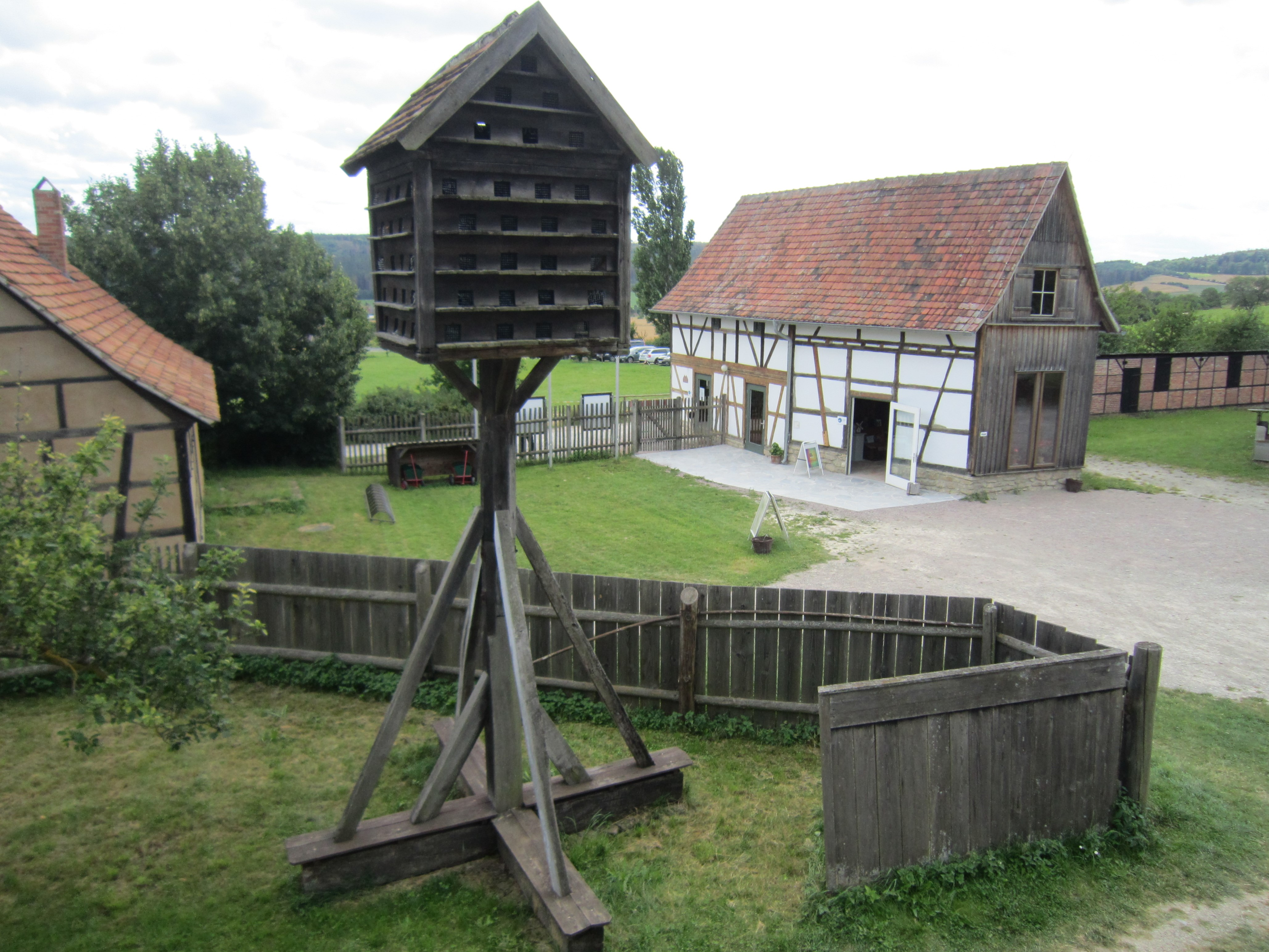
Eingangsbereich zur Baugruppe „Am Eichenberg“

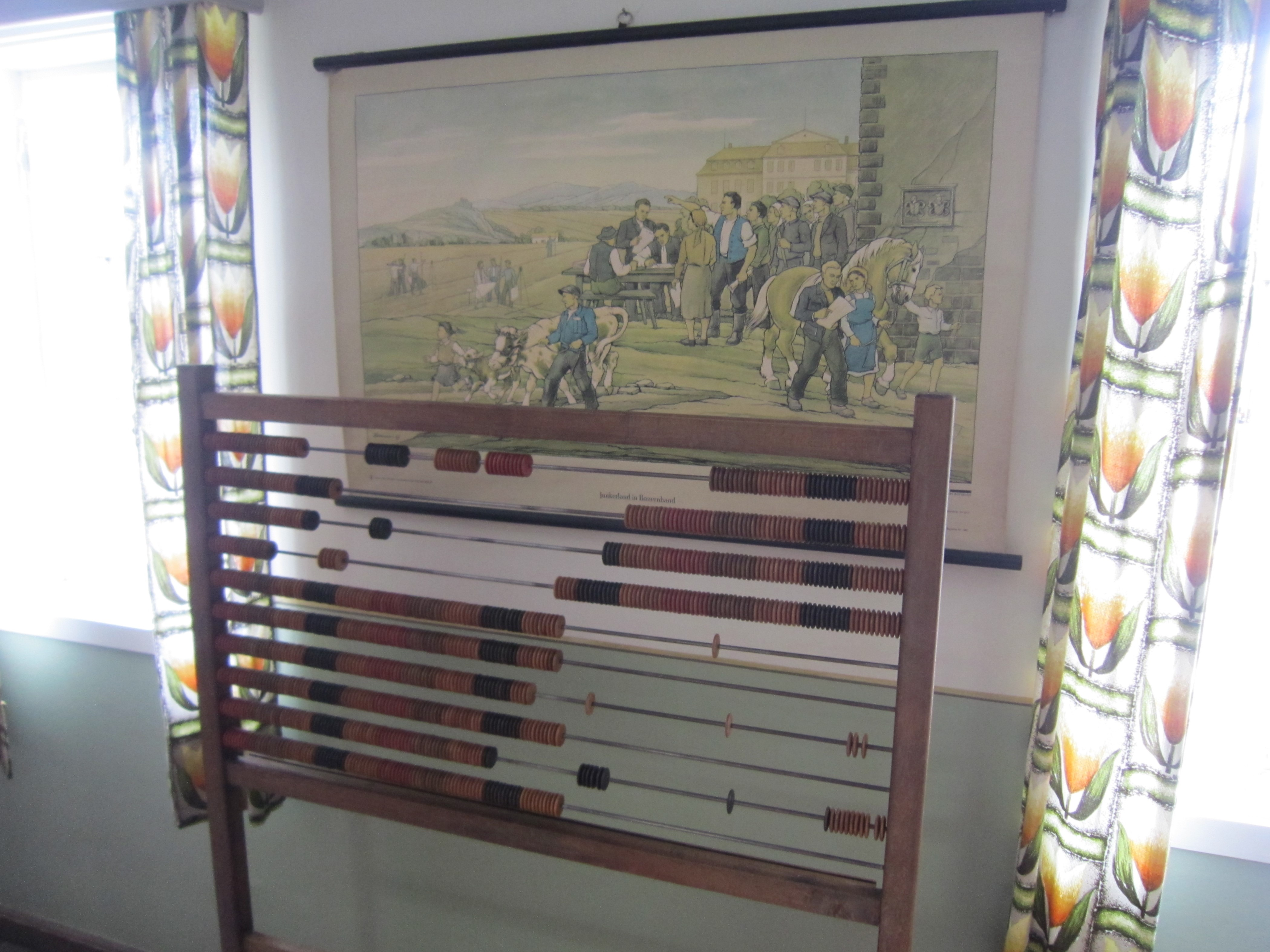
Unterrichtsmaterial aus der Zeit nach dem Zweiten Weltkrieg in der „Alten Schule“

Das Thüringer Freilichtmuseum Hohenfelden wurde 1979 als Freilichtmuseum bäuerlicher bzw. ländlicher Bauwerke für die Region Mittelthüringen in Hohenfelden gegründet. Begründer und erster Leiter des Museums war der Siedlungs- und Wüstungsforscher Hartmut Wenzel.

## Lage
Derzeit gehören etwa 30 Gebäude zum Museum, die zu einem Teil als sogenannte „In-situ-Gebäude“ an ihren ursprünglichen Standorten innerhalb des Dorfes Hohenfelden stehen. Der Hauptstandort des Freilichtmuseums, die Baugruppe „Am Eichenberg“, liegt jedoch einige hundert Meter nördlich von Hohenfelden unterhalb des Eichberges (475 m). Beide Standorte sind über den Museumsweg erreichbar.

## Beschreibung
Seit der Gründung wird es kontinuierlich aufgebaut und erweitert. Auf eine als Museumsgelände ausgewiesene Freifläche wurden historische Gebäude aus verschiedenen Dörfern der Region umgesetzt, die an ihren angestammten Standorten nicht hätten erhalten werden können. Am neuen Standort erfüllen sie eine neue Zweckbestimmung als authentische Zeugnisse vergangener Lebenswelten im ländlichen Mittelthüringen. Die Gebäude werden ganzheitlich präsentiert, also in einem ihrer historischen Situation nachempfundenen natur- und kulturräumlichen Umfeld. Bauerngärten, Wiesen, Felder, aber auch Obstbäume und Nutztiere gehören ebenso dazu wie originalgetreue Einrichtungen der Gebäude, Arbeitsgeräte und andere Dinge des täglichen Gebrauchs. Die Gebäude zeigen beispielhaft zeit- und regionaltypische Elemente ländlicher Architektur auf, verkörpern aber auch die weite Fächerung des sozialen Gefüges in vergangenen Jahrhunderten. Die Spanne reicht von stattlichen Bauernhöfen über eine Dorfschmiede, ein Gemeinde-Hirtenhaus, ein betriebsfähiges historisches Dorfbrauhaus, ein Tagelöhnerhaus, eine in europäischen Freilichtmuseen einzigartige Blumentopf-Töpferei bis zu dem ehemaligen Pfarrhof des Dorfes Hohenfelden, in dem sich auch die alte Dorfschule befindet.
Die Gebäude stammen aus unterschiedlichen Zeiträumen, das älteste aus dem Jahr 1604, das jüngste, eine Kegelbahn, stammt von 1911. Die Gebäude werden in unterschiedlichen Zeitschnitten präsentiert. Einige Ausstellungsgegenstände stammen auch aus der Zeit nach dem Zweiten Weltkrieg, z. B. in der Alten Schule gezeigte Unterrichtsmaterialien. Neben der ständigen Präsentation werden eine Reihe Sonder- und Dauerausstellungen gezeigt, z. B. zur Geschichte der Schäferei in Thüringen und anderen volkskundlichen Themen.